# Prismata
Prismata是一个混合策略游戏，于2018年3月8日在Steam平台发布了抢先体验版，接下来在Kickstarter平台上成功众筹，并在2018年9月免费（含付费内容）。其结合了即时战略游戏、回合制策略游戏、卡牌游戏多种玩法。

## 双人游戏
Prismata是一个回合制游戏。游戏开始时，会从100个单位中随机抽取5个或5个以上的单位，作为“随机组”。每个回合，玩家可以从随机组和“基础组”购买单位，每组有11个单位。单位有的可以攻击，防御，生产金币等资源，还有的具有特殊能力。游戏的目标是通过攻击和使用技能，摧毁对手的所有单位。

## 战役
Prismata的故事发生在一个科幻世界：人类殖民了其他星球，和有感知能力的机器人生活在一起。几年前，人类和机器人之间发生了一场战争。无感知能力的机器人和超动物协助人类，并由受过特殊训练的Swarmwielder通过名为Prismata Slate的设备指挥。现在，人类和机器人和平相处，Swarmwielder降职为教练和安全人员。然而，一种电脑病毒很快在星球肆虐。
| 集   | 水平 | 发布日期  |
| ---- | ---- | --------- |
| 爆发 | 9    | 2018年3月 |
| 复合 | 9    | 2018年5月 |
| 梯形 | 9    | 2018年7月 |
| 封锁 | 9    | 未发布    |
| 清洗 | 9    | 未发布    |

## 发展
麻省理工学院的几名学生于2010年末利用业余时间开发了这个游戏。最初，他们开发了一款名为MCDS的游戏，是Prismata的原型。其随后演化出多个原型，并于2011年成为独立应用。2013年，随着《炉石传说》的推出，三名加拿大开发者放弃了博士学位，全职开发Prismata。2014年11月14日，Lunarch Studios在Kickstarter上发起了众筹，众筹金额为14万加元。Prismata的一篇关于开发者的帖子成为Reddit Board上有史以来评分最高的帖子，并引起了媒体的广泛关注。在众筹结束时，Prismata获得了100%的资金，并通过PayPal筹集了额外的资金。自2018年9月27日起，这款游戏免费（含付费内容）：多人游戏免费，而一些单人游戏内容和定制的饰品需要购买。

## 接待
游戏开发中的版本得到了广泛好评，经常被称为《星际争霸》和《炉石传说》的结合体。PC Gamer将其称为“没有RTS元素的星际争霸”，表示“它有很强的策略性，又不需要即时战略技巧。”游戏被比作万智牌和皇輿爭霸。职业扑克玩家迈克尔·麦克唐纳也是Prismata的爱好者。它还被环球邮报列入“加拿大年度十大众筹活动”，并在2015年的PAX East上获得Curse奖。